# Musée Aga-Khan
Le Musée Aga-Khan est un musée des arts et de la culture islamiques situé à Toronto au Canada. Le musée est le fruit de l'initiative de l'Aga Khan Trust for Culture, une agence de l'Aga Khan Development Network. Le musée abrite des collections de l'art islamique et son héritage, exposant des œuvres provenant de la collection privée d'Aga Khan, de l'Institut des études ismaéliennes à Londres et du prince et de la princesse Sadruddin Aga Khan. Le musée met à l'honneur les contributions des civilisations musulmanes dans les domaines artistique, intellectuel et scientifique.

## Historique

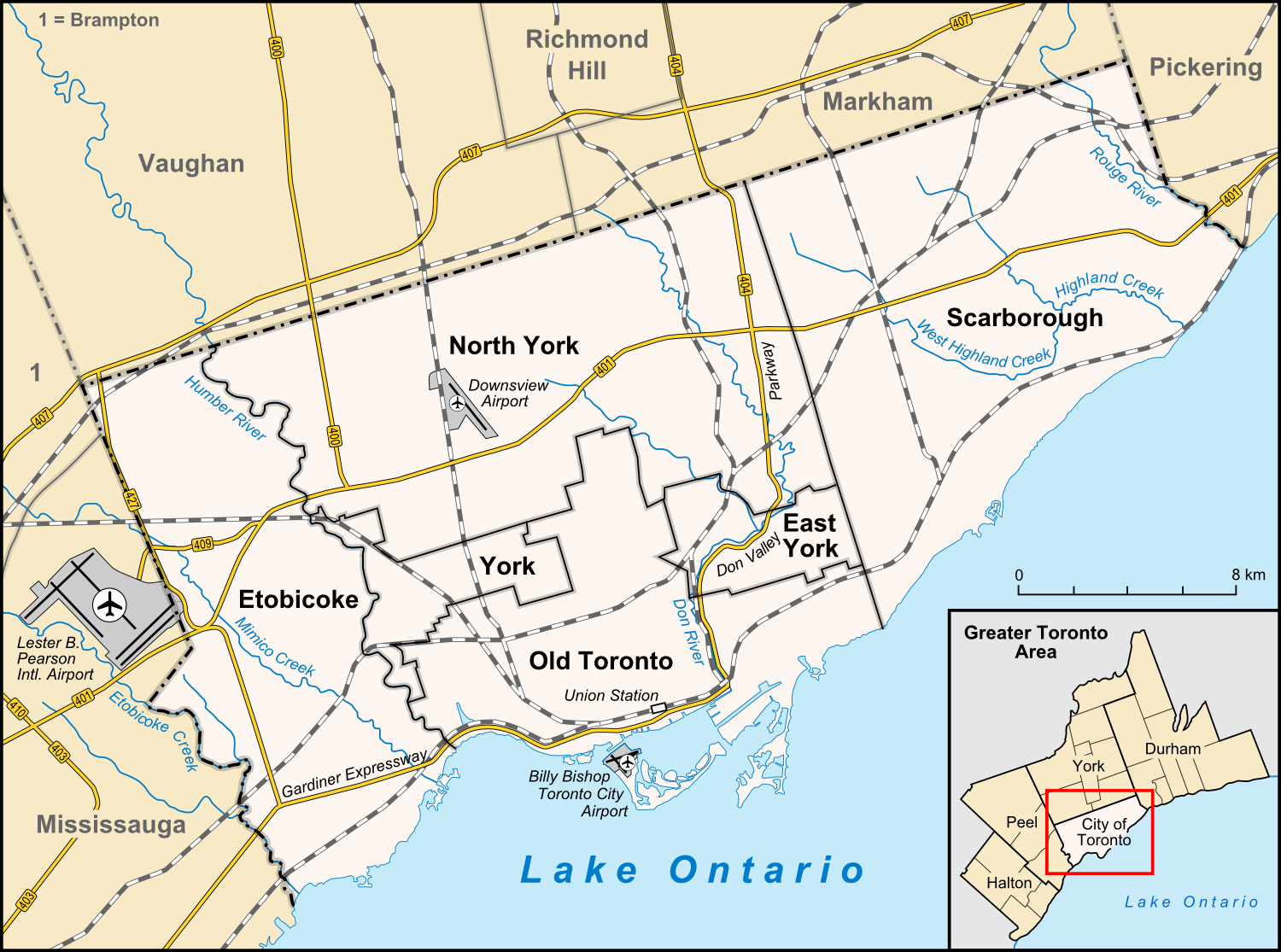
Localisation du musée Aga Khan

En 1996, Aga Khan a acquis le terrain situé 77 Wynford Drive à la société Shell. En 2002, il a acheté le terrain adjacent. L'ensemble regroupe le musée Aga Khan, le Centre ismaélien et le parc. Rapidement, l'Aga Khan Development Network a annoncé la mise en place de ces trois projets le 8 octobre 2002. En 2007, la destruction du siège social moderniste des chaussures Bata pour construire le Centre ismaélien, le musée Aga Khan et le parc a créé une controverse. Le 28 mai 2010, le premier ministre canadien Stephen Harper et Aga Khan ont assisté à la cérémonie de fondation des trois infrastructures. Le musée a été inauguré le 18 septembre 2014.

## Les infrastructures du musée Aga Khan
Associé à un centre spirituel ismaélien, le musée Aga Khan, fondé par le prince Karim Aga Khan et son frère Amyn, regroupe les chefs-d'œuvre de l'Islam collectés depuis les années 1950 avec une vision globale du Maroc à l'Iran. Il a été complété ensuite par des acquisitions. Avec l'aide de l'expert Souren Melikian, des achats récents de miniatures et de céramiques ont été effectués. Ce lieu a pour ambition d'être un lieu de connaissance de cette culture riche et plurielle.
Les ismaéliens sont une branche des musulmans chiites. Ils rassemblent seulement 15 millions de fidèles sur le plan international. Initialement envisagé à Londres, le musée a été implanté au Canada pour plusieurs raisons. La communauté ismaélienne est fortement implantée au Canada. La collection du musée est d'ailleurs à dominante iranienne, syrienne et égyptienne. De plus, au Canada, il existe un ministère pour le multiculturalisme qui promeut la compréhension, la tolérance et la sécurité.

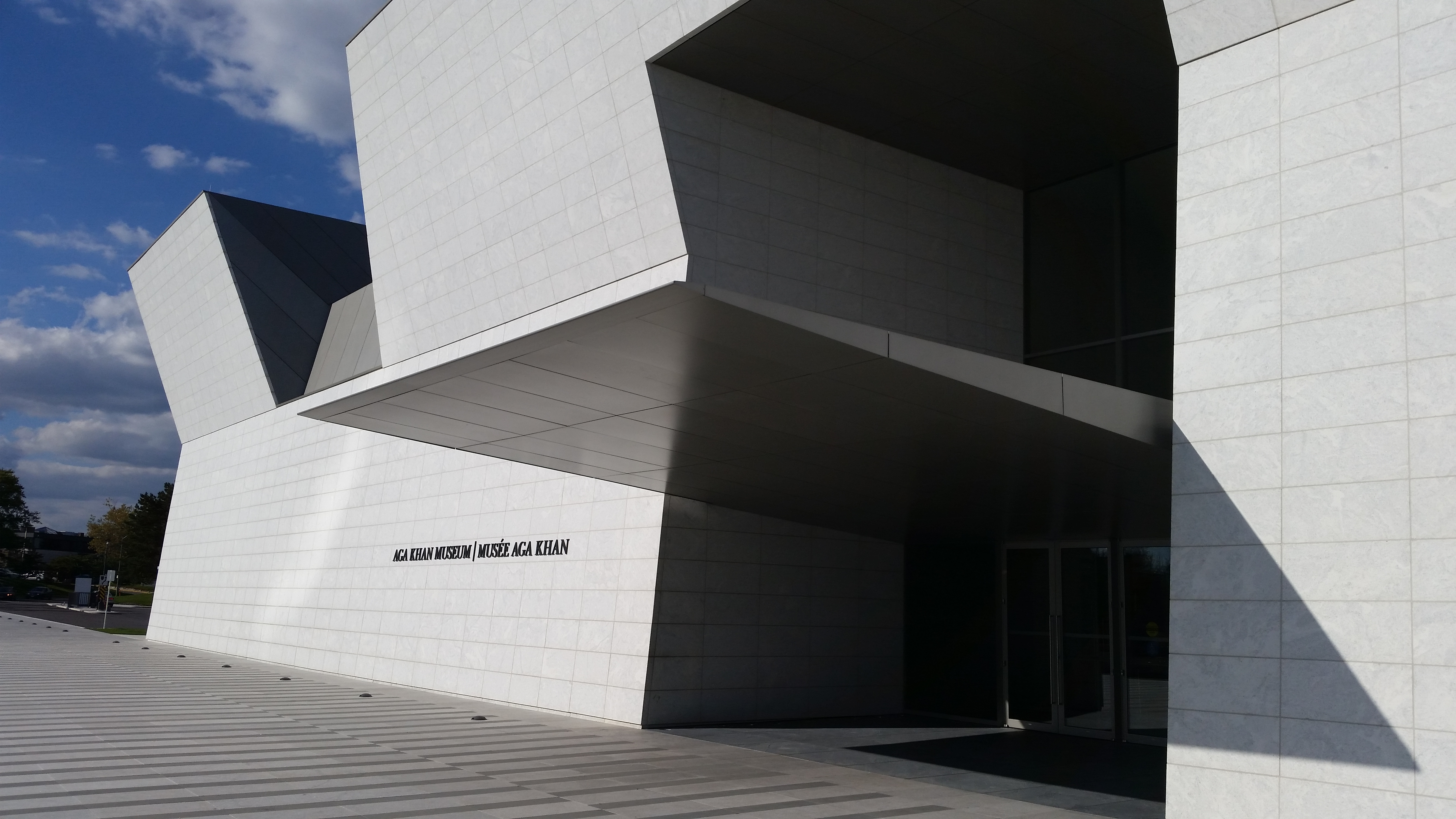

Ce musée, envisagé depuis 2002, est localisé à 15 minutes du centre de Toronto en voiture. Elle est située sur une parcelle de 7 hectares, dans un jardin au tracé régulier dessiné par Vladimir Djurovic qui rappelle la place d'Ispahan avec ses deux mosquées de part et d'autre.
Deux infrastructures sont mitoyennes. La première est un centre ismaélien construit par Charles Correa sur les hauteurs les plus élevées du lieu et surmonté d'une pyramide de verre éclairant la salle des prières. La seconde est donc le musée Aga Khan construit par le Japonais Fumihiko Maki.
Du point de vue extérieur, le musée a la forme d'un origami complexe dont les feuilles pliées tentent de se soulever. Il ressemble à une boîte de granit blanc du Brésil. Les façades minimalistes sont percées de baies horizontales et d'échancrures pour les lanternons du toit.
Du point de vue de son aspect intérieur, le musée est un bâtiment rectangulaire centré sur un patio carré, entouré de verres gravés aux motifs géométriques de moucharabiehs qui se reflètent sur les murs blancs. Le bâtiment du musée couvre 10 500 mètres carrés.

## Missions du Musée Aga-Khan

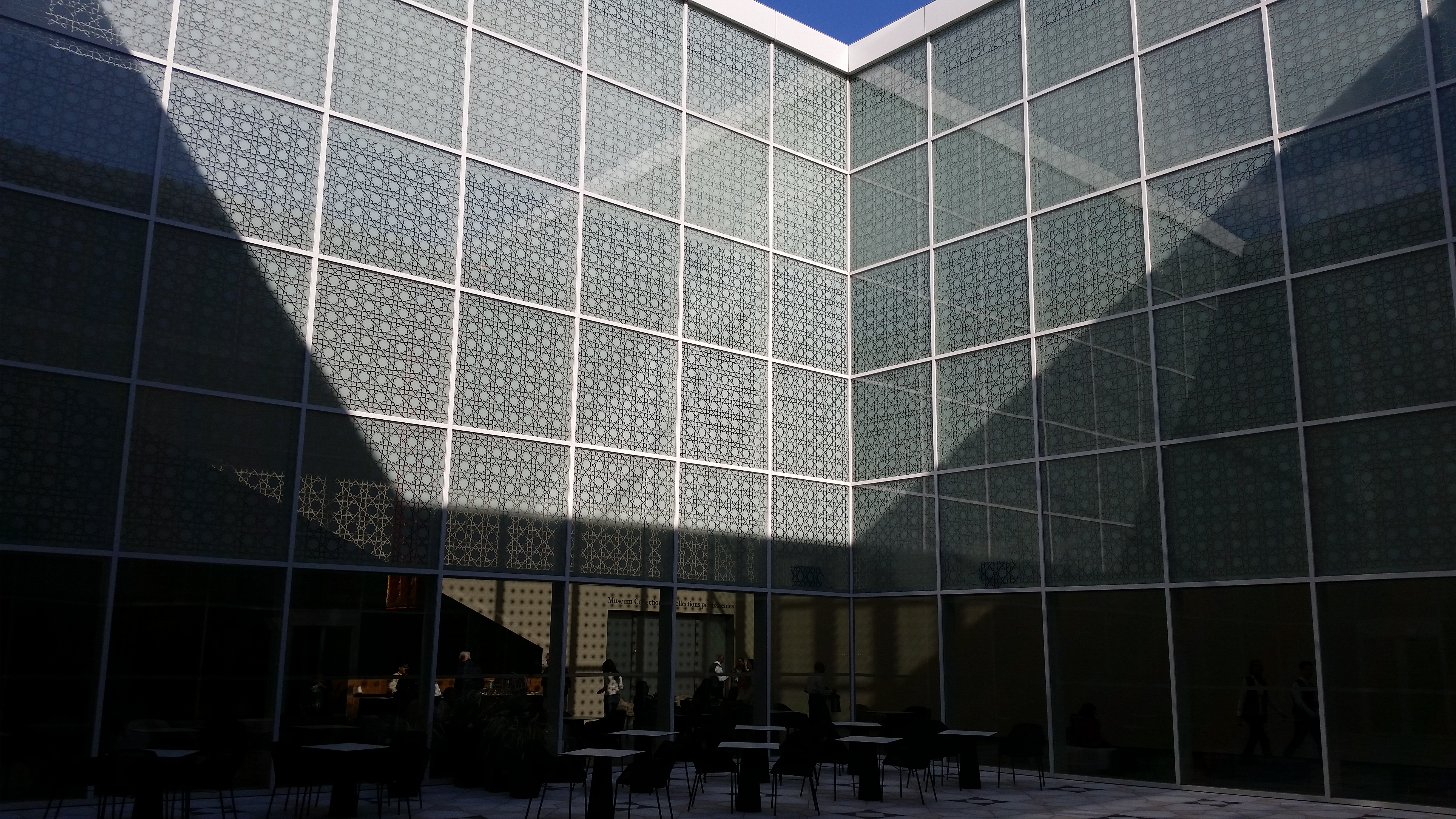
Cour intérieure du Musée Aga-Khan

Ce musée d’art islamique, le tout premier en Amérique du Nord, est riche de plus d’un millier d’œuvres d’art.
Plusieurs musées au Canada et aux États-Unis abritent des collections d’art islamique, mais le Musée Aga-Khan de Toronto sera le premier du continent à s’y consacrer exclusivement.
Le directeur du musée est Henry Kim qui a quitté son poste à l'Ashmolean Museum d'Oxford pour rejoindre le Musée Aga-Khan. L'objectif du directeur est d'exposer quatorze siècles d'art musulman mais pas seulement sous une optique traditionnelle artistique. Les arts du spectacle, la danse, la musique, le cinéma et la cuisine seront mis à l'honneur dans les différents espaces du musée (auditorium, centre de recherche, bibliothèque, lieux pour jeunes publics). Ainsi, des concerts (par exemple Djalâl ad-Dîn Rûmî, mystique persan du XIIIe siècle), des projections (Toronto Reel Asian International Film Festival), des conférences (symposiums des historiens de l'Islamic Art Associate) et des dégustations (dîner avec un écrivain et anthropologiste culinaire Naomi Duguid) ont été organisés.

## Collections du Musée Aga-Khan
Dans l'entrée du musée, un immense planisphère mural montre la géographie de l'Islam avec ses conquêtes et ses reculs. Les Ottomans, les Moghols et les Kadjars sont les plus connus. Mais sont aussi abordés les Ghaznévides, les Khwârezm-Shahs, les Ghorides, les Ilkhanides et les Timourides.
Plus d'un millier d'objets sont présentés de manière chronologique.
Les parcours des différentes civilisations musulmanes sont exposés. Ainsi, sont visualisables l'âge d'or syrien avec les califats omeyyade et abbasside, les Égyptiens avec les Fatimides et Al Andalus. L'art iranien est aussi mis à l'honneur avec des chefs-d'œuvre de métal et de papier. Des encensoirs, des bassins de bronze gravé, des porte-étendards, des  astrolabes de cuivre ajouré, des corans à la calligraphie étirée et des livres scientifiques de la cour abbasside de Bagdad sont présentés. 

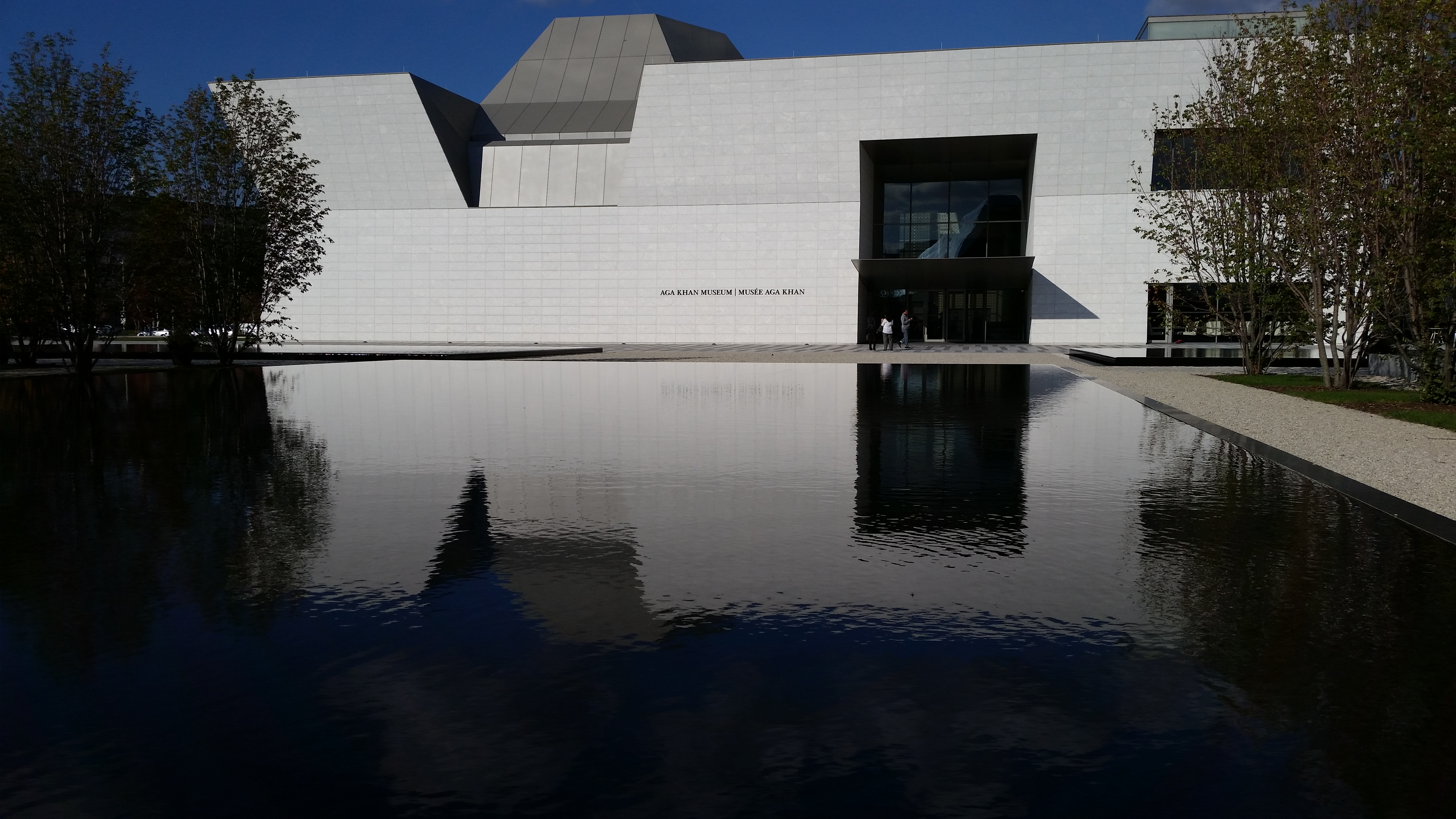
Vue de face du musée Aga Khan

Les visiteurs du musée peuvent admirer les nombreux manuscrits médicinaux et pharmaceutiques traduits en latin à Tolède et à Palerme, comme le Qanûn, encyclopédie d'Avicenne et le Tashrih-e Mansouri, copie du manuel d'anatomie écrit au XIVe siècle par Mansour ibn Ilyas avec des planches illustrées décrivant squelettes, muscles, critères, veines du corps humain. Ces ouvrages prouvent le passage du savoir des Grecs anciens vers l'Europe renaissante par les savants musulmans.

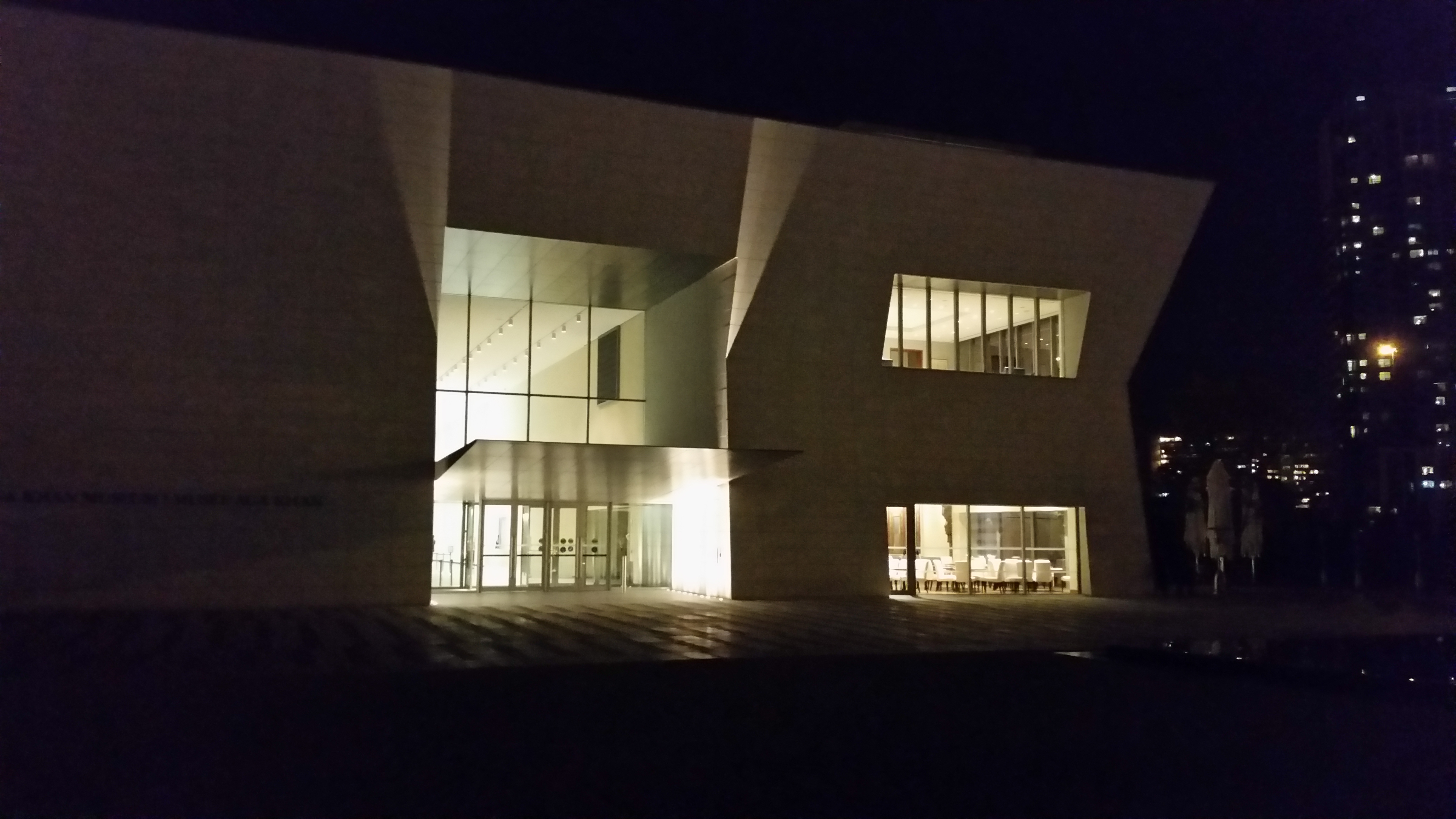
Vue de la face éclairée du Musée Aga-Khan

La Turquie médiévale est mise à l'honneur avec notamment la céramique d'Iznik (assiette à l'émail luisant, couvertes de tulipes, d'œillets et de roses).
La Perse a connu un bouleversement religieux en 1501 quand le chiisme est institué en religion d'État par le fondateur de la dynastie safavide Shâh Esma'il. Le visiteur peut découvrir les enluminures couvrant la portion congrue du folio d'un Shâh Nâmeh (Livre des rois) du XIVe siècle, des pages aux couleurs brillantes et aux rehauts d'or produites à Tabriz au XVIe siècle. Dans l'œuvre Rostam poursuit l'onagre Akvan (1530-1535), une scène de chasse est montrée sur un fond d'un violet tendre piqué de brins d'herbe. Dans la cour des Kayomars (approximativement en 1522), page du Shâh Nâmeh du chah Tahmasp Ier, le miniaturiste Soltan Mohammad montre le roi mythique Keyomar, sa famille, sa cour, les animaux de son jardin dans une composition ovale bleue et jaune avec de minuscules visages cachés dans les rochers.
La dernière salle est consacrée à l'Hindoustan sous influence persane et aux productions iraniennes mâtinées d'Occident.

## Tour européen des collections du Musée Aga-Khan
Des œuvres sélectionnées ont été exposées dans plusieurs musées européens. 
Des expositions ont été présentées dans les institutions suivantes :
- Palazzo della Pilotta à  Parme
- Ismaili Centre à Londres
- Louvre à Paris
- Calouste Gulbenkian Museum à Lisbonne
- CaixaForum à Madrid
- CaixaForum à Barcelone
- Martin-Gropius-Bau à Berlin
- Musée Sakıp Sabancı à Istanbul
- L'Ermitage à Saint-Pétersbourg.

Les expositions ont été largement saluées sur le plan international. L'exposition fait appel à la fois au Dīn et à la  Dunya qui peut être traduit par « Esprit & Vie », des aspects religieux et séculaires de la vie qui sont inextricablement mêlés dans les cultures musulmanes.
Les premières expositions ont été organisées en deux parties : The Word of God mettait en valeur des textes sacrés et des objets en relations avec cette liturgie et The Power of the Sovereign abordait les tribunaux musulmans et leurs personnalités. The route of the Travellers montrait l'étendue géographique du monde islamique.

## Projets du Musée Aga-Khan
Le musée reconnaît des manques dans les collections présentées notamment dans le domaine de la céramique d'Asie centrale, de la joaillerie indienne et dans les tapis. 
Pour pallier ces lacunes, le musée a l'intention de multiplier les échanges et les dépôts prévus. Par exemple, des accords avec le Tadjikistan ont été négociés, des formations d'archéologues, des coproductions d'expositions, des prêts d'œuvres du Moyen Âge venues de ses musées. D'autres pays ont été approchés comme la Malaisie, Doha, les musées du Louvre et de l'Ermitage.
Avec l'exposition « À la recherche de l'artiste », de grandes personnalités artistiques du XVIe siècle et du XVIIe siècle ont été mises à l'honneur comme Behzad, Reza Abbasi ou Mu'in Musavvir.
L'exposition « Le jardin des idées » présente un panorama des créateurs contemporains pakistanais, comme les miniatures d'Imman Qureski ou les tapis de David Chalmers Alesworth.
L'exposition « Le Boutre perdu » évoque l'histoire du voilier arabe du IXe siècle qui a transporté des jarres d'épices, de la vaisselle d'or, des porcelaines chinoises Tang qui ont été coulées au fond de l'océan Indien. L'épave a été retrouvée en 1998.
Des expositions temporaires futures aborderont l'art au Mali et l'islam rural.